# Futbol'nyj Klub Kazanka Moskva
Il Futbol'nyj Klub Kazanka Moskva (in russo Футбольный клуб "Казанка" Москва?) è una società di calcio di Mosca, in Russia. Milita nella Pervenstvo Professional'noj Futbol'noj Ligi, la terza divisione del campionato russo di calcio, e funge da squadra riserve della Lokomotiv Mosca.

## Storia
Il 13 febbraio 2008 fu fondata la Lokomotiv-2 Mosca, partecipante al Pervenstvo Rossii sredi ljubitel'skich futbol'nych klubov e subito vincente e promossa in Pervenstvo Professional'noj Futbol'noj Ligi. Anche i campionati successivi furono di buon livello, con la squadra costantemente nella parte alta della classifica. La stagione 2013-2014 fu l'ultima con la denominazione Lokomotiv-2 Mosca poiché la squadra venne ritirata a fine campionato.
Il 24 maggio 2017 il presidente della Lokomotiv Mosca, Ilya Herkus, annuncia la fondazione del Lokomotiv-Kazanka come club satellite della Lokomotiv. Denis Klyuyev è stato scelto come allenatore e la Sapsan Arena come stadio casalingo. Il 5 luglio 2017, Lokomotiv-Kazanka viene ufficialmente iscritta al campionato, ma perde il nominativo Lokomotiv e resta Kazanka Mosca.

## Organico

### Rosa 2018-2019
| N. |                   | Ruolo | Calciatore            |
| -- | ----------------- | ----- | --------------------- |
| 3  | Russia (bandiera) | D     | Ivan Lapshov          |
| 4  | Russia (bandiera) | D     | Valentin Vinnichenko  |
| 8  | Russia (bandiera) | C     | Georgi Makhatadze     |
| 10 | Russia (bandiera) | C     | Ivan Galanin          |
| 16 | Russia (bandiera) | P     | Andrei Savin          |
| 18 | Russia (bandiera) | D     | Innokenti Samokhvalov |
| 23 | Russia (bandiera) | C     | Nikita Glushkov       |
| 27 | Russia (bandiera) | D     | Stanislav Magkeyev    |
| 29 | Russia (bandiera) | P     | Mikhail Mzhelsky      |
| 35 | Russia (bandiera) | P     | Vitali Sychyov        |
| 43 | Russia (bandiera) | D     | Artyom Gyurdzhan      |
| 44 | Russia (bandiera) | D     | Aleksandr Vulfov      |

| N. |                   | Ruolo | Calciatore          |
| -- | ----------------- | ----- | ------------------- |
| 45 | Russia (bandiera) | D     | Stanislav Utkin     |
| 69 | Russia (bandiera) | C     | Daniil Kulikov      |
| 70 | Russia (bandiera) | C     | Vladislav Karapuzov |
| 71 | Russia (bandiera) | D     | Nikolai Poyarkov    |
| 72 | Russia (bandiera) | D     | Nikita Zhyoltikov   |
| 77 | Russia (bandiera) | C     | Vladislav Ignatenko |
| 81 | Russia (bandiera) | D     | Kamil Salakhetdinov |
| 83 | Russia (bandiera) | C     | Aleksej Mironov     |
| 89 | Russia (bandiera) | C     | Nikita Dorofeyev    |
| 79 | Russia (bandiera) | A     | Maksim Chikanchi    |
| 90 | Russia (bandiera) | A     | Mikhail Ageyev      |
| 95 | Russia (bandiera) | A     | Islam Vagabov       |